# Biatsota II
Biatsota II ou Biatsotta II est un village du Cameroun situé dans la région du Centre et le département du Mbam-et-Kim. Il fait partie de la commune de Ntui.

## Population
En 1965 le village comptait 133 habitants, principalement Mvele.
Lors du recensement de 2005, on y dénombrait 205 personnes.